# Mauritische Volleyballnationalmannschaft der Männer
Die mauritische Volleyballnationalmannschaft der Männer ist die Auswahl mauritischer Volleyballspieler, welche die Mauritius Volleyball Association (MVA) auf internationaler Ebene, beispielsweise in Freundschaftsspielen gegen die Auswahlmannschaften anderer nationaler Verbände, aber auch bei internationalen Wettbewerben repräsentiert. 1959 trat der nationale Verband dem Weltverband Fédération Internationale de Volleyball (FIVB) bei. Im Oktober 2021 wurde die Mannschaft auf dem 16. Platz der kontinentalen Rangliste geführt.

## Internationale Wettbewerbe

### Mauritius bei Weltmeisterschaften
Die Mannschaft konnte sich bisher nicht für eine Weltmeisterschaft qualifizieren.

### Mauritius bei Olympischen Spielen
Bisher gelang es der Mannschaft nicht, sich für die olympischen Wettbewerbe zu qualifizieren.

### Mauritius bei Afrikameisterschaften
Die Mannschaft kann bisher zwei Teilnahmen an der Afrikameisterschaft vorweisen:
| - 1967: nicht qualifiziert - 1971: nicht qualifiziert - 1976: nicht qualifiziert - 1979: nicht qualifiziert - 1983: nicht qualifiziert - 1987: nicht qualifiziert - 1989: nicht qualifiziert - 1991: nicht qualifiziert - 1993: nicht qualifiziert - 1995: nicht qualifiziert - 1997: nicht qualifiziert - 1999: nicht qualifiziert | - 2001: 4. Platz - 2003: nicht qualifiziert - 2005: nicht qualifiziert - 2007: nicht qualifiziert - 2009: nicht qualifiziert - 2011: nicht qualifiziert - 2013: nicht qualifiziert - 2015: 9. Platz - 2017: nicht qualifiziert - 2019: nicht qualifiziert - 2021: nicht qualifiziert |

### Mauritius bei den Afrikaspielen
Die Mauritische Volleyballnationalmannschaft der Männer nahm bisher einmal an den Wettbewerben der Afrikaspiele teil: 1973 erreichte die Mannschaft den vierten Platz.

### Mauritius beim World Cup
Mauritius kann bisher keine Teilnahme am World Cup – dem Qualifikationsturnier für die Olympischen Spiele – vorweisen.

### Mauritius in der Weltliga
Die Weltliga fand bisher ohne mauritische Beteiligung statt.